# María López Vigil
María López Vigil,  (La Habana, 1944) es una escritora, periodista y exreligiosa nicaragüense. 

## Biografía
Nacida en Cuba, salió de su país natal en 1961 dirigiéndose a España. En este país se hizo monja teresiana hasta 1974, año en que dejó los hábitos. En ese tiempo residió en Tortosa y en Barcelona. 
Estudió periodismo en la Escuela Oficial de Periodismo de Barcelona entre 1970-1974. 
Trabajó como periodista en Madrid y fue entre 1974 y 1980 la responsable de la sección de América Latina en la revista Vida Nueva.
Se trasladó a Nicaragua en 1981 y obtuvo la nacionalidad de ese país en 1990.  
Colaboró en la revista nicaragüense de análisis político Envío donde fue jefa de redacción y directora hasta su cierre gubernamental.
También es escritora de series radiales, de religión y literatura infantil donde intenta rescatar la identidad de los pueblos centroamericanos. 

## Distinciones
Recibió el Premio Cervantes Chico Iberoamericano entregado por el Ayuntamiento de Alcalá de Henares (España) en 2019.
También en 2012 recibió la Legión de Honor de Francia en grado de Caballero por sus libros de literatura infantil.

## Vida personal
Es hermana de José Ignacio López Vigil, con el que ha escrito varias series radiofónicas y libros. Su hermano es comunicador, reside en Quito (Ecuador) y coordina el centro Radialistas Apasionadas y Apasionados.

## Publicaciones

### Libros
- Piezas para un retrato de Monseñor Romero. Comité de Oscar Romero de Vigo, 1995.  84-606-2265-7
- La matanza de los pobres: vida en medio de la muerte en el Salvador. (Junto a Jon Sobrino, Rafael Pedro Díaz-Salazar Martín de Almagro)  HOAC, D.L. 1993.  84-85121-51-1
- Noticias de última ira. (Junto a José Ignacio López Vigil) Nueva Utopía, D.L. 1990.  84-87264-03-4
- Camilo camina en Colombia. Txalaparta, D.L. 1990.  84-86597-23-4
- 500 Engaños: otra cara de la historia. (Junto a José Ignacio López Vigil). Nueva Utopía, D.L. 1990.  84-87264-02-6
- No los separó la muerte: Felipe y Mary Barreda, esposos cristianos que dieron su vida por Nicaragua. (Junto a Teófilo Cabestrero). Sal Terrae, 1985.  84-293-0706-0
- Un tal Jesús: la buena noticia contada al pueblo de América Latina. (Junto a José Ignacio López Vigil). Lóguez, 1982.  84-85334-17-5
- Don Lito del Salvador: proceso de una fe martirial. Sal Terrae, 1982.  84-293-0620-X
- La vida por el pueblo: cristianos de comunidades populares en América Latina.  (Junto a Manuel Useros).  Popular, D. L. 1981.  84-85016-36-X

### Libros infantiles
- Un güegüe me contó.
- Historia del muy bandido, igualado, rebelde, astuto, pícaro y siempre bailador Güegüense
- La balanza de Don Nicolás Sandoval
- Los dientes de Joaquín
- La lechera y el carbonero
- Cinco noches arrechas
- Rabinal Achí o Baile del Tun
- Cuatro leyendas mískitas: «Por qué hablan así los dantos», «Por qué nadan así los patos», «Por qué son enemigas la tortuga y la culebra» y «¿Por qué son así los sapos?
- La guía del Pipián
- Dennis Martínez, el chavalo relámpago.
- Cinco noches arrechas.